# (6727) 1991 TF4
(6727) 1991 TF4 (1991 TF4, 1978 TU3, 1982 OK1) — астероїд головного поясу, відкритий 10 жовтня 1991 року.
Тіссеранів параметр щодо Юпітера — 3,362.